# Archag Vramian
Archag Vramian (arménien : Արշակ Վռամեան), de son vrai nom Onnig Tertsaguian (arménien : Օննիկ Դերձակեան), né en 1871 à Constantinople et mort en avril 1915 à Arapu Tsor (Empire ottoman), est un représentant du Comité central de la Fédération révolutionnaire arménienne. Il est une figure importante du congrès arménien d'Erzurum.

## Biographie
Onnig Tertsaguian naît en 1871 à Constantinople.
Arrivé à Van en 1909, il est député du Parlement ottoman, élu au printemps 1914 dans la province de Van de l'Empire ottoman.
Il est assassiné juste avant le siège de Van sur ordre du gouverneur Djevdet Bey qui était son ami,.